# Biblioteca e pinacoteca Zelantea
(Epigrafe esterna della Biblioteca - Pinacoteca Zelantea )
La Biblioteca e pinacoteca Zelantea è una biblioteca e pinacoteca comunale di Acireale. Ha sede in via Marchese di Sangiuliano in un palazzo neoclassico progettato all'inizio del XX secolo dall'architetto acese Mariano Panebianco su incarico dell'amministrazione municipale.

## Storia
La Biblioteca e la Pinacoteca comunale prendono il loro nome dall'Accademia di scienze, lettere e belle arti degli Zelanti e dei Dafnici, antico sodalizio ancora oggi in attività.
L'Accademia nasce dalla fusione dell'Accademia degli Zelanti fondata nel 1671 con il sodalizio dei padri dello studio (1834) e successivamente con l'Accademia Dafnica (1934). Per una convenzione stipulata tra il Comune di Acireale e l'Accademia, risalente al 1960, la Biblioteca Zelantea è sottoposta al controllo di una Commissione di sorveglianza composta da tre rappresentanti dell'Accademia e due del Comune.

## Patrimonio

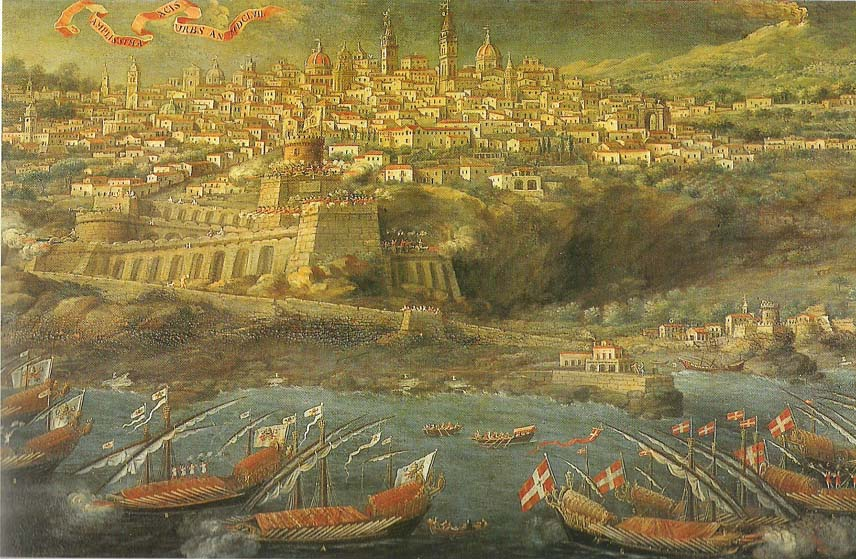
Il Passaggio della flotta di don Martino De Redin, gran maestro dell'ordine gerosolimitano, al largo della città (Giacinto Platania, 1657)

Nella parte destinata a museo è ospitata una settecentesca carrozza del Senato acese, il Busto di Cesare (reperto archeologico romano di epoca repubblicana, di alto livello scultorio, cui si attribuiscono le fattezze di Giulio Cesare e rinvenuto nel 1675 nella frazione marinara di Capomulini), una collezione di armi ed una bandiera tricolore d'epoca risorgimentale, una collezione di reperti greco-romani proveniente dall'area degli scavi di Santa Venera al Pozzo, alcune raccolte di minerali, monete e fossili e l’antico fercolo di San Michele.

### La biblioteca
La biblioteca Zelantea custodisce oltre centoseimila volumi, più 1 650 testate di riviste cessate e in corso, per un totale di oltre 143 000 fascicoli di riviste.
Il patrimonio bibliografico supera oggi le 250 000 unità.
La Biblioteca Zelantea conserva un fondo antico di oltre 56 000 volumi, costituito da incunabuli, cinquencentine, edizioni rare e di pregio, manoscritti.
Sono moltissime le opere da menzionare: l'Encycoledie methodique, Paris, 1782; la Patrologia greca e latina del Migne; le preziose opere di botanica e medicina, scienze naturali di Mattioli, Linneo, Brugnatelli etc.
Da ricordare il prezioso Acis Hortus Regius, erbario pictus, realizzato nel 1811 dal pittore Emanuele Grasso su commissione del farmacista Giuseppe Riggio, costituito da 749 tavole ad acquerello raffiguranti le piante coltivate nell'orto botanico del Riggio.
Tra i fondi di pregio si segnalano:
- Incunabuli n 74, inseriti nel censimento nazionale a cura dell'ICCU;
- Cinquencentine oltre 1 000, tra cui aldine, giuntine, giolitine, (la biblioteca partecipa al censimento nazionale delle cinquencentine EDIT 16 a cura dell'ICCU).
- Manoscritti n 370, libri rari e di pregio;
- Fondo Corporazioni Religiose soppresse (Cappuccini, Minori Osservanti Carmelitani, Filippini, Agostiniani Scalzi), seimila volumi circa;
- Fondo Giornali e Periodici; Manifesti Siciliano 1812-1860; Fondo Venerando La Spina 6 000 volumi; Fondo del Principe Pompeo Borgia 720 volumi tra cui incunabuli, cinquecentine e libri rari;
- Fondo Lionardo Vigo; costituito dalla libreria del Vigo, i manoscritti e l'epistolario di oltre settemila lettere, scritte da illustri esponenti della cultura siciliana dell'800;
- Fondo Salvatore Vigo, (Statista, Ministro del governo siciliano del 1848) costituito da oltre tremila volumi, opuscoli e stampe riguardante il diritto pubblico siciliano e la storia di Sicilia; e molti sono gli altri fondi di grande interesse bibliografico.

La biblioteca custodiva nei suoi locale anche l'archivio storico del Comune di Acireale, trasferito altrove  nel 1975 e tuttora senza sede definitivain , inclusi i libri dei privilegi della città.

### La pinacoteca
Nel 1850 l'acese Paolo Leonardi Pennisi dispose per testamento la donazione di una cospicua collezione di opere d'arte all'accademia degli Zelanti, che costituì il primo nucleo della Pinacoteca Zelantea. A questa donazione se ne aggiunsero altre nel corso degli anni, fra cui una cospicua dell'artista locale Rosario Spina negli anni trenta. Una prima catalogazione dei dipinti fu eseguita dal canonico Vincenzo Raciti Romeo e la collezione venne aperta al pubblico dal 1915. Dal 1919 è ospitata presso le sale dell'attuale sede. Nel 1963 fu effettuata una nuova catalogazione delle opere ed alcuni restauri, a cura degli studiosi Stefano Bottari e Raffaele De Logu e del pittore acese Francesco Patané.
La Pinacoteca raccoglie quadri del XVII-XIX secolo, stampe di Guido Reni, acqueforti di Van Dyck, opere del Domenichino, del Guercino, della scuola di Pietro Novelli, di Matteo Ragonisi, Antonino Bonaccorsi, Vito e Alessandro D'Anna, Giovanni Tuccari, Pietro Paolo e Alessandro Vasta, Giacinto Platania, Albrecht Dürer, Luca Giordano, Giuseppe Sciuti, Rosario Spina, Michele La Spina, Rosario Anastasi scultore, Giuseppe Patania, Antonio Filocamo, Mattia Preti, Peter Paul Rubens (per attribuzione).
Presente anche un busto marmoreo detto Cesare di Acireale.

## Galleria d'immagini

Il cosiddetto busto di Acireale, identificato con Cesare
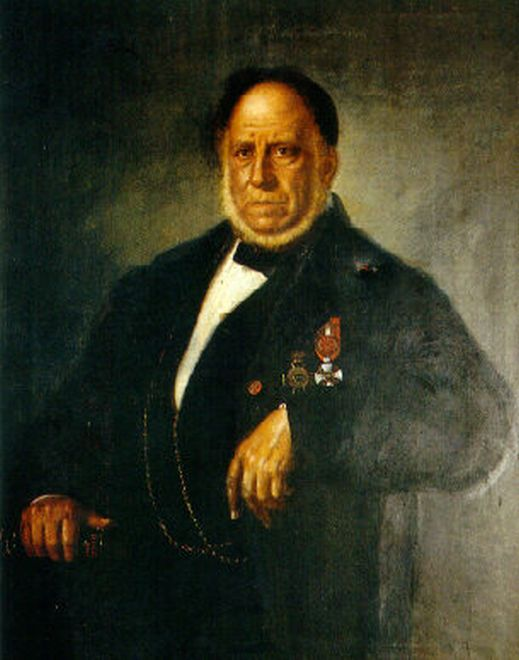
Ritratto di Lionardo Vigo (opera di Antonino Bonaccorsi)
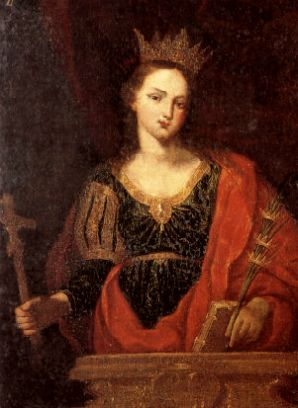
Santa Venera (opera di Giacinto Platania)
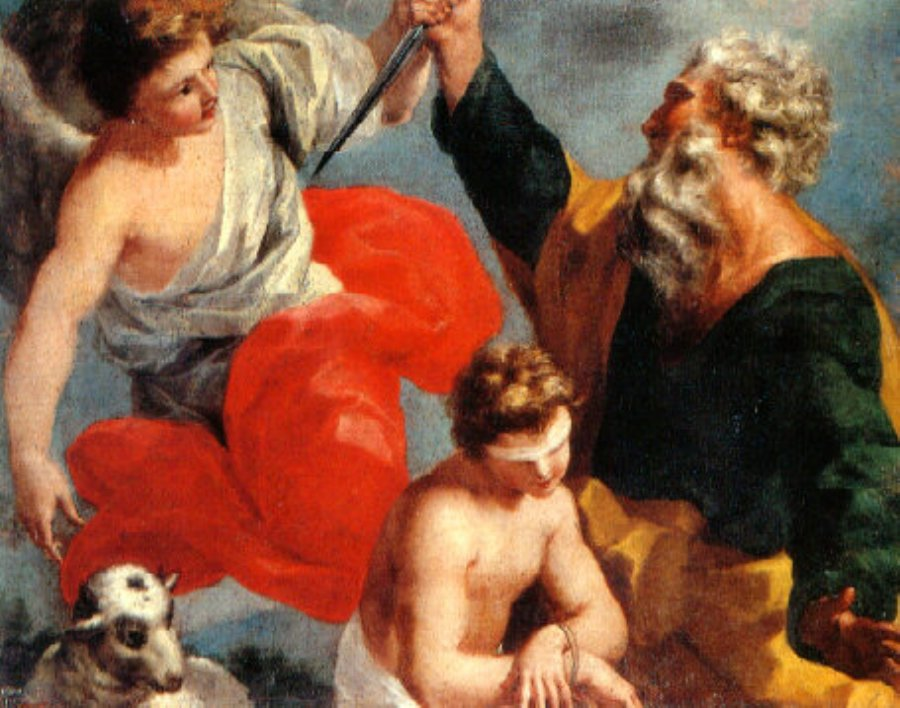
Il sacrificio di Isacco (opera di Antonio Filocamo)
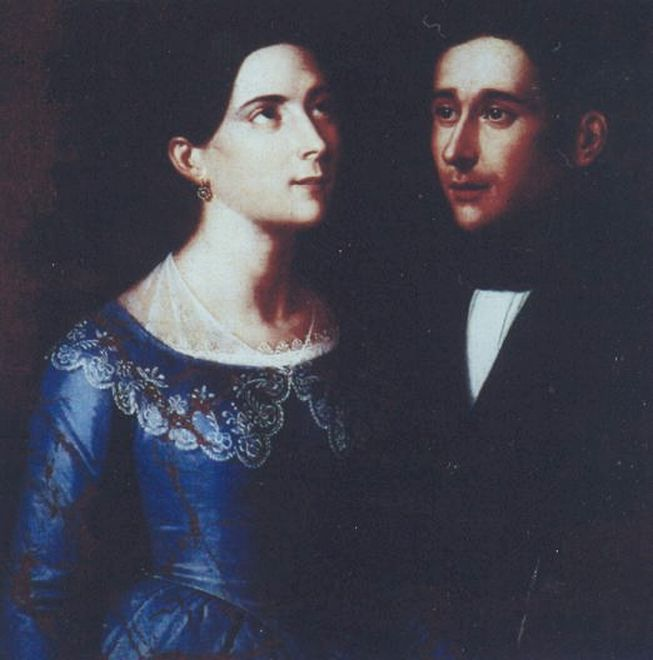
Ritratto di Mariano Leonardi Gambino e consorte (opera di Giuseppe Patania)
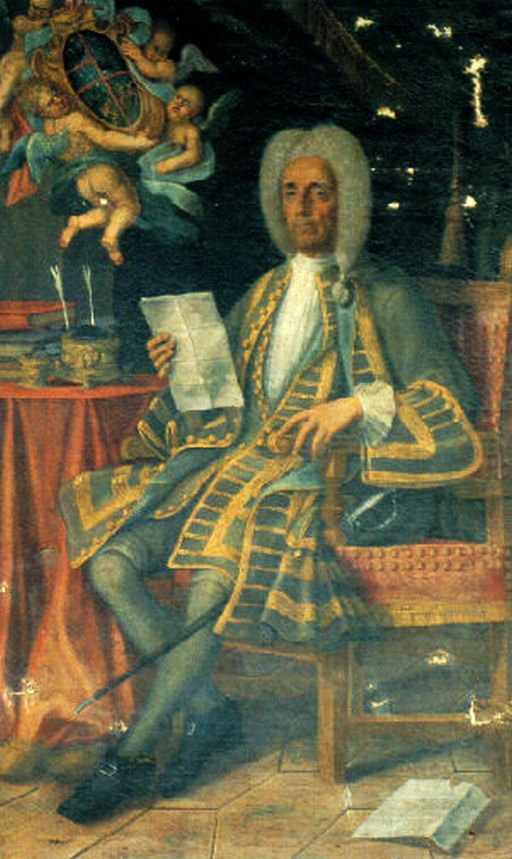
Ritratto di Piero Barrabini (opera di Matteo Ragonisi)
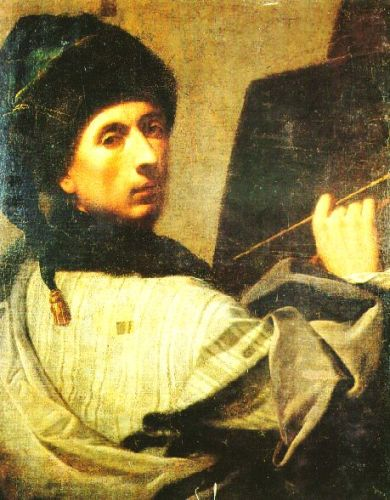
Autoritratto di Vito D'Anna
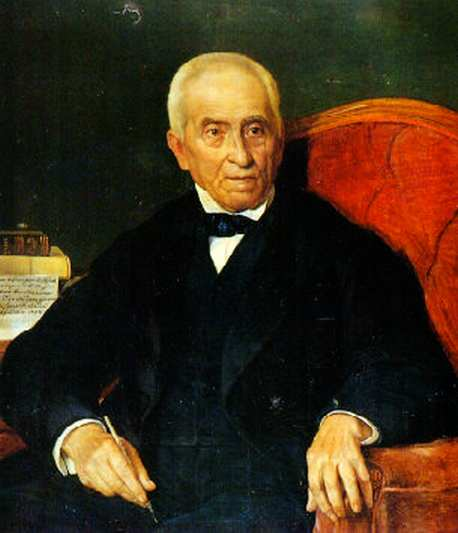
Ritratto di Salvatore Vigo